# روبر بونل
روبر بونل (فرانسوی: Robert Busnel‎; ۱۹ سپتامبر ۱۹۱۴ – ۱۵ مارس ۱۹۹۱) بازیکن و مربی بسکتبال اهل فرانسه بود.
وی همچنین برندهٔ جوایزی همچون لژیون دونور (شوالیه)، لژیون دونور (افسر)، و صلیب جنگ ۱۹۴۵–۱۹۳۹ (فرانسه) شده‌است.
وی در مسابقات کشوری و بین‌المللی در مجموع برندهٔ ۳ مدال نقره، ۲ مدال برنز شده‌است.